# 翡翠湖大学城
翡翠湖大学城位于合肥市蜀山区南部，由合肥经济技术开发区托管，2001年启动建设。翡翠湖大学城内现有合肥工业大学、安徽大学、安徽三联学院、安徽涉外经济职业学院、安徽艺术职业学院、安徽财贸职业学院、合肥财经职业学院、安徽绿海商务学院等高等院校。

## 交通

### 轨道交通
█ 3号线

- 大学城北
- 工大翡翠湖校区
- 安大磬苑校区

### 地面公交
周边主要的公交站有：
- 翡翠湖
- 翡翠公园
- 大学城
- 幸福大街
- 翡翠迎宾馆
- 云外路
- 合工大新区
- 安大新区东门
- 东河
- 丹霞西路
- 繁翠路口
- 三联学院
- 紫金路口

公交线路主要由合肥公交集团、合肥经济技术开发区公共交通运营有限公司和肥西公交有限公司运营。